# Sidi Hosni
Sidi Hosni, anciennement Waldeck-Rousseau, est une commune de la wilaya de Tiaret en Algérie.

## Histoire
Le site est occupé au moins depuis le mésolithique, les traces préhistoriques sont toujours présentes au site du Dolmans Kulmnata (Columnata),.
Pour un article plus général, voir Ibéromaurusien.
La commune a été créée en 1906 au sein du département d'Oran sous le nom de Waldeck-Rousseau en hommage à Pierre Waldeck-Rousseau, l'homme d'État de la Troisième République. Elle prend son nom actuel à partir de 1958.

## Économie
La commune présente sur son territoire des sources thermales d'eau sulfureuse mais non exploitées. Par ailleurs, deux retenues collinaires ont été réalisées en 2004 à 5 km de la ville sur l'Oued Tiguiguest et l'Oued El Melh permettant la rétention de respectivement 680 000 m3 et 8 000 000 m3 d'eau.